# Gà nugget (phim)
Gà nugget (tiếng Hàn: 닭강정) là một bộ phim truyền hình hài hước bí ẩn của Hàn Quốc năm 2024 do Lee Byeong-heon đạo diễn, có sự tham gia của Ryu Seung-ryong và Ahn Jae-hong. Dựa trên webtoon cùng tên của Naver, đây là bộ phim kể về hành trình đấu tranh của người cha để giải cứu con gái mình bị biến thành chiếc đùi gà sau khi không may bước vào một cỗ máy bí ẩn. Phim được phát hành trên Netflix ở một số khu vực được chọn vào ngày 15 tháng 3 năm 2024.